# Lotta libera ai Giochi della XX Olimpiade - Pesi medio-massimi
La competizione della categoria pesi medio-massimi (fino a 90 kg) di lotta libera dei Giochi della XX Olimpiade si è svolta dal 27 al 31 agosto 1972 al Wrestling-Judo Hall di Monaco di Baviera.

## Formato
Ad ogni incontro venivano assegnate le seguenti penalità:
| In caso di vittoria | In caso di vittoria     | In caso di pareggio | In caso di pareggio | In caso di sconfitta | In caso di sconfitta              |
| ------------------- | ----------------------- | ------------------- | ------------------- | -------------------- | --------------------------------- |
| 0                   | Per schienata, ritiro   | 2                   |                     | 3                    | Ai punti                          |
| 0,5                 | Per superiorità tecnica | 2,5                 | con passività       | 3,5                  | Per superiorità tecnica           |
| 1                   | Ai punti                | -                   | -                   | 4                    | Per schienata, ritiro, squalifica |

Con sei penalità o più il lottatore veniva eliminato. Quando rimanevano solo due o tre lottatori, si disputava un turno finale per determinare l'ordine delle medaglie.

## Risultati
| Legenda                                  | Legenda |
| ---------------------------------------- | ------- |
| Lottatore con 6 penalità o più Eliminato |         |

### 1º Turno
Si è disputato il 27 agosto
| Vincitore        | Pen. | Risultato   | Sconfitto          | Pen. |
| ---------------- | ---- | ----------- | ------------------ | ---- |
| Károly Bajkó     | 0    | Schienata   | Makoto Kamada      | 4    |
| Reza Khorrami    | 0    | Schienata   | Étienne Martinetti | 4    |
| Raúl García      | 0    | Schienata   | Alioune Camara     | 4    |
| Ben Peterson     | 1    | Ai Punti    | Paweł Kurczewski   | 3    |
| George Saunders  | 0    | Schienata   | Chandgi Ram        | 4    |
| Gennady Strakhov | 0,5  | Superiorità | Roland Andersson   | 3,5  |
| Bárbaro Morgan   | 1    | Ai Punti    | Ion Marton         | 3    |
| Günter Spindler  | 0    | Schienata   | Kwak Gwang-Ung     | 4    |
| Michel Grangier  | 1    | Ai Punti    | U. Marcheggiani    | 3    |
| Rusi Petrov      | 0    | Schienata   | Ron Grinstead      | 4    |
| Mehmet Güçlü     | 1    | Ai Punti    | Jigjidiin Mönkhbat | 3    |
| Ernst Knoll      | 0    | Esentato    |                    |      |

### 2º Turno
Si è disputato il 28 agosto
| Vincitore          | Pen. | Risultato  | Sconfitto        | Pen. |
| ------------------ | ---- | ---------- | ---------------- | ---- |
| Károly Bajkó       | 1    | Ai Punti   | Ernst Knoll      | 3    |
| Reza Khorrami      | 1    | Ai Punti   | Makoto Kamada    | 7    |
| Étienne Martinetti | 4    | Schienata  | Alioune Camara   | 8    |
| Ben Peterson       | 1    | Schienata  | Raúl García      | 4    |
| Paweł Kurczewski   | 4    | Ai Punti   | George Saunders  | 3    |
| Gennady Strakhov   | 0,5  | Schienata  | Chandgi Ram      | 8    |
| Bárbaro Morgan     | 2    | Ai Punti   | Roland Andersson | 6,5  |
| Kwak Gwang-Ung     | 5    | Ai Punti   | Ion Marton       | 6    |
| Michel Grangier    | 2    | Ai Punti   | Günter Spindler  | 3    |
| U. Marcheggiani    | 5    | = Parità = | Ron Grinstead    | 6    |
| Rusi Petrov        | 1    | Ai Punti   | Mehmet Güçlü     | 4    |
| Jigjidiin Mönkhbat |      | Ritirato   |                  |      |

### 3º Turno
Si è disputato il 29 agosto
| Vincitore        | Pen. | Risultato   | Sconfitto          | Pen. |
| ---------------- | ---- | ----------- | ------------------ | ---- |
| Reza Khorrami    | 2    | Ai Punti    | Ernst Knoll        | 6    |
| Károly Bajkó     | 1,5  | Superiorità | Étienne Martinetti | 7,5  |
| Paweł Kurczewski | 4,5  | Superiorità | Raúl García        | 7,5  |
| Ben Peterson     | 3    | = Parità =  | Gennady Strakhov   | 2,5  |
| Bárbaro Morgan   | 2    | Schienata   | Kwak Gwang-Ung     | 9    |
| Günter Spindler  | 3,5  | Superiorità | U. Marcheggiani    | 8,5  |
| Rusi Petrov      | 1,5  | Superiorità | Michel Grangier    | 5,5  |
| Mehmet Güçlü     | 4    | Esentato    |                    |      |
| George Saunders  |      | Ritirato    |                    |      |

### 4º Turno
Si è disputato il 30 agosto
| Vincitore        | Pen. | Risultato | Sconfitto        | Pen. |
| ---------------- | ---- | --------- | ---------------- | ---- |
| Károly Bajkó     | 1,5  | Schienata | Mehmet Güçlü     | 8    |
| Ben Peterson     | 4    | Ai Punti  | Reza Khorrami    | 5    |
| Gennady Strakhov | 2,5  | Schienata | Paweł Kurczewski | 8,5  |
| Bárbaro Morgan   | 3    | Ai Punti  | Michel Grangier  | 8,5  |
| Günter Spindler  | 4,5  | Ai Punti  | Rusi Petrov      | 4,5  |

### 5º Turno
Si è disputato il 30 agosto
| Vincitore        | Pen. | Risultato   | Sconfitto       | Pen. |
| ---------------- | ---- | ----------- | --------------- | ---- |
| Károly Bajkó     | 3,5  | = Parità =  | Reza Khorrami   | 7    |
| Ben Peterson     | 4    | Schienata   | Bárbaro Morgan  | 7    |
| Gennady Strakhov | 3    | Superiorità | Günter Spindler | 8    |
| Rusi Petrov      | 4,5  | Esentato    |                 |      |

### 6º Turno
Si è disputato il 31 agosto
| Vincitore        | Pen. | Risultato | Sconfitto    | Pen. |
| ---------------- | ---- | --------- | ------------ | ---- |
| Ben Peterson     | 4    | Schienata | Rusi Petrov  | 8,5  |
| Gennady Strakhov | 4    | Ai Punti  | Károly Bajkó | 6,5  |

### Finale
Si è disputato il 31 agosto
| Vincitore    | Pen. | Risultato  | Sconfitto        | Pen. |
| ------------ | ---- | ---------- | ---------------- | ---- |
| Ben Peterson |      | = Parità = | Gennady Strakhov |      |

1. ↑  Disputato nel 2º turno. La medaglia d'oro è assegnata allo statunitense per il numero di "schienate" ottenute durante il torneo 3-2

## Classifica finale
| Pos.    | Atleta               | Nazione          |
| ------- | -------------------- | ---------------- |
| Oro     | Ben Peterson         | Stati Uniti      |
| Argento | Gennady Strakhov     | Unione Sovietica |
| Bronzo  | Károly Bajkó         | Ungheria         |
| 4       | Rusi Petrov          | Bulgaria         |
| 5       | Bárbaro Morgan       | Cuba             |
| 5       | Reza Khorrami        | Iran             |
| 7       | Günter Spindler      | Germania Est     |
| 8       | Mehmet Güçlü         | Turchia          |
| 9       | Michel Grangier      | Francia          |
| 9       | Paweł Kurczewski     | Polonia          |
| 11      | Ernst Knoll          | Germania Ovest   |
| 12      | Raúl García          | Messico          |
| 12      | Étienne Martinetti   | Svizzera         |
| 14      | Umberto Marcheggiani | Italia           |
| 15      | Kwak Gwang-Ung       | Corea del Sud    |
| 16      | George Saunders      | Canada           |
| 17      | Ron Grinstead        | Gran Bretagna    |
| 17      | Ion Marton           | Romania          |
| 19      | Roland Andersson     | Svezia           |
| 20      | Makoto Kamada        | Giappone         |
| 21      | Chandgi Ram          | India            |
| 21      | Alioune Camara       | Senegal          |
| 23      | Jigjidiin Mönkhbat   | Mongolia         |